# 地球最後的夜晚
《地球最後的夜晚》是一部2018年中國大陸導演畢贛的劇情片，首次入圍第71屆坎城影展一種注目單元。

## 劇情
罗紘武（黄觉 饰）因父亲离世再次回到贵州。12年前，好友白猫（李鸿其 饰）被杀，罗紘武在追查凶手左宏元（陈永忠 饰）的过程中，被凶手的情人万绮雯（汤唯 饰）所利用。从此以后，这个神秘的女人构成了他所有的记忆、欲望、信念和梦魇，一段追寻之旅让他发现了被隐藏多年的秘密。

## 演員
- 張艾嘉飾 紅髮女 / 白猫的母親
- 湯唯 飾 萬綺雯
- 黃覺 飾 羅紘武
- 李鴻其 飾 白貓
- 陳永忠 飾 左宏元
- 曾美慧孜 飾 Call機
- 段鈞豪 飾 前夫
- 齊溪 飾 開場女人
- 明道 飾 交通警察
- 謝理循 飾 紅髮女打手
- 羅飛揚 飾 白貓(兒時)
- 華燕敏 飾

## 發行
2018年該片選在坎城影展的一種注目單元中，作為世界首映。並被選定為金馬國際影展的開幕片。

## 獎項及提名

### 第55屆金馬獎
| 年份   | 獲提名                          | 獎項             | 結果 |
| ------ | ------------------------------- | ---------------- | ---- |
| 2018年 | 《地球最後的夜晚》              | 最佳劇情長片     | 提名 |
| 2018年 | 畢贛                            | 最佳導演         | 提名 |
| 2018年 | 姚宏易、董勁松、David CHIZALLET | 最佳攝影         | 獲獎 |
| 2018年 | 林強、許志遠                    | 最佳原創電影音樂 | 獲獎 |
| 2018年 | 李丹楓、司中林                  | 最佳音效         | 獲獎 |

### 第16屆廣州學生電影節
| 年份   | 獲提名 | 獎項           | 結果 |
| ------ | ------ | -------------- | ---- |
| 2019年 | 湯唯   | 最受歡迎女演員 | 提名 |

### 第4屆新世代青年電影節
| 年份   | 獲提名 | 獎項       | 結果 |
| ------ | ------ | ---------- | ---- |
| 2019年 | 湯唯   | 最佳女演員 | 提名 |

## 票房
《地球最后的夜晚》定于2018年12月31日在中国大陆公映，2018年12月7日，在片方发布的一张公告上，电影出品方打出了“一吻跨年”的口号，鼓励观众买下12月31日21：50的场次，“与最重要的人一起度过一个最有仪式感的夜晚”，这一宣传活动通过抖音、微博等广泛流行的社交软件迅速传播，吸引大批观众购票进场。12月19日，影片票房已突破6000万人民币，创造中国文艺电影预售票房新纪录，最终预售票房达1.59亿人民币，其中12月31日晚跨年场更出现“一票难求”的情况。然而，由于影片节奏缓慢、观影门槛较高，与大多数普通观众的观感不符，许多并非文艺片受众的观众评价该片“沉闷无聊、不知所云”，在以购票者评分为主的猫眼电影创下了2.6分的史上最低评分。影片票房及排片在跨年场之后出现了断崖式下跌，票房由首日的2.6亿元人民币暴跌至1100余万元人民币，次日跌幅高达95.7%，上映第三天已缩水至不足两百万人民币。该片的全国院线排片率从首日的34.1%降到第二天的13.7%，上座率更是从46.4%降到5.2%。有评论指该现象是“过度营销造成的口碑反噬”。

## 評價
《中央廣播電臺》記者江昭倫認為導演畢贛受過侯孝賢導演的電影洗禮，此片幕後主創團隊邀請不少侯導長期合作夥伴以及台灣電影人加入，可視為一部另類「台灣電影」。

## 外部連結
- 豆瓣电影上《地球最後的夜晚》的資料 （简体中文）
- 时光网上《地球最後的夜晚》的資料（简体中文）
- 開眼電影網上《地球最後的夜晚》的資料（繁體中文）
- 互联网电影数据库（IMDb）上《地球最後的夜晚》的资料（英文）